# مرمت فیلم

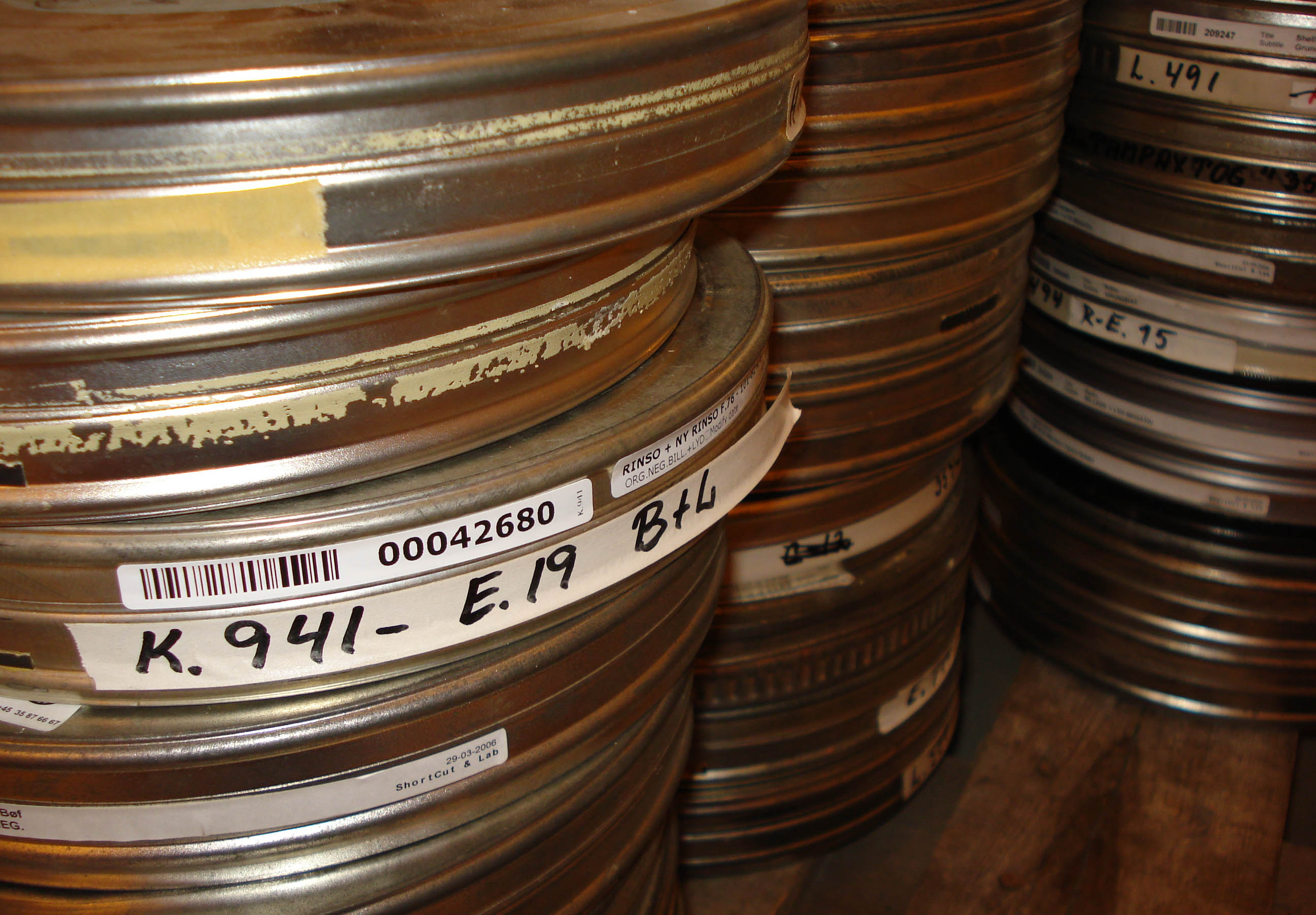
پشته‌ای از قوطی‌های فیلم شامل حلقه‌های فیلم.

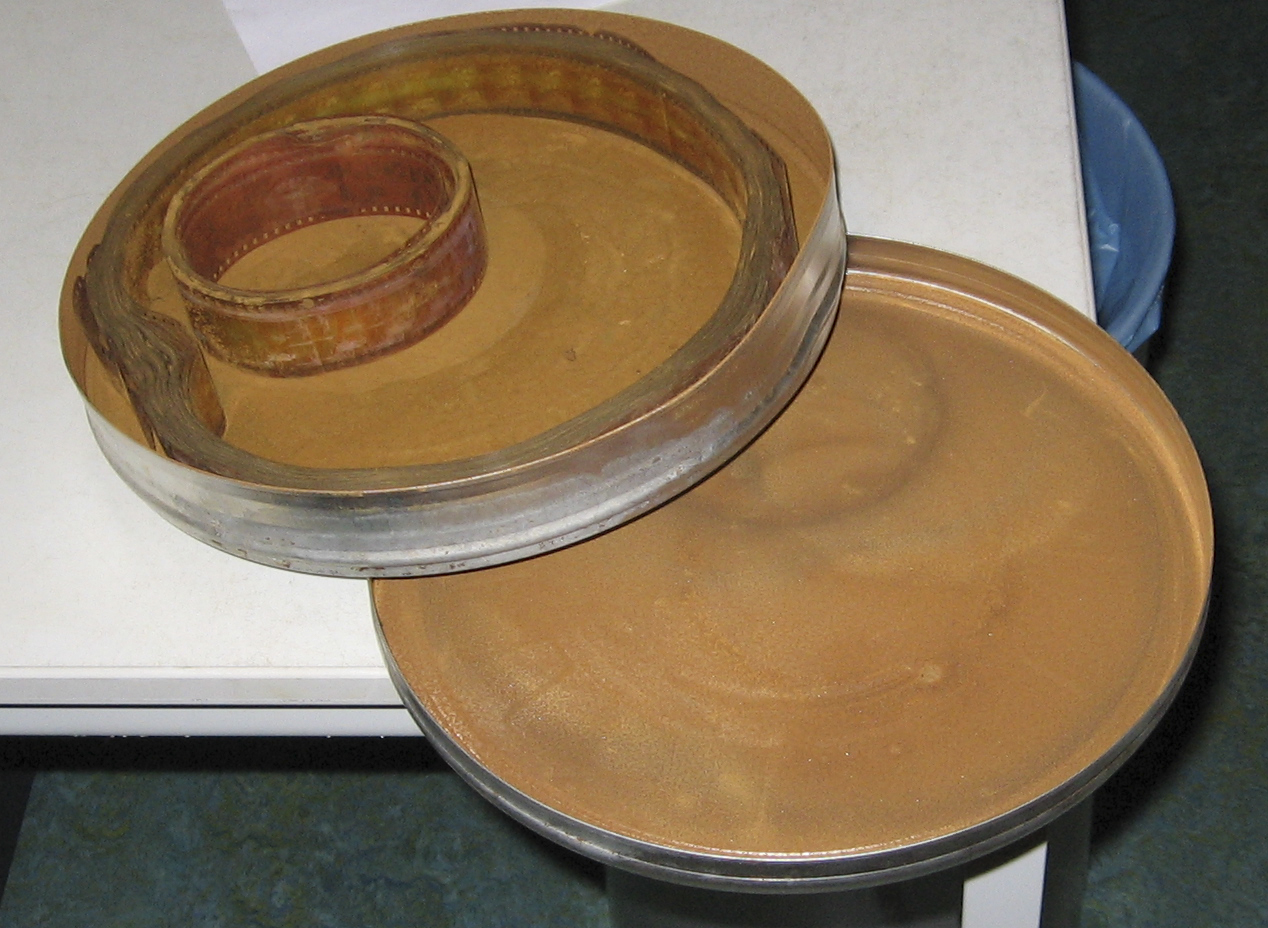
فیلم نیتراتی پوسیده شده. مؤسسه فیلم EYE واقع در هلند.

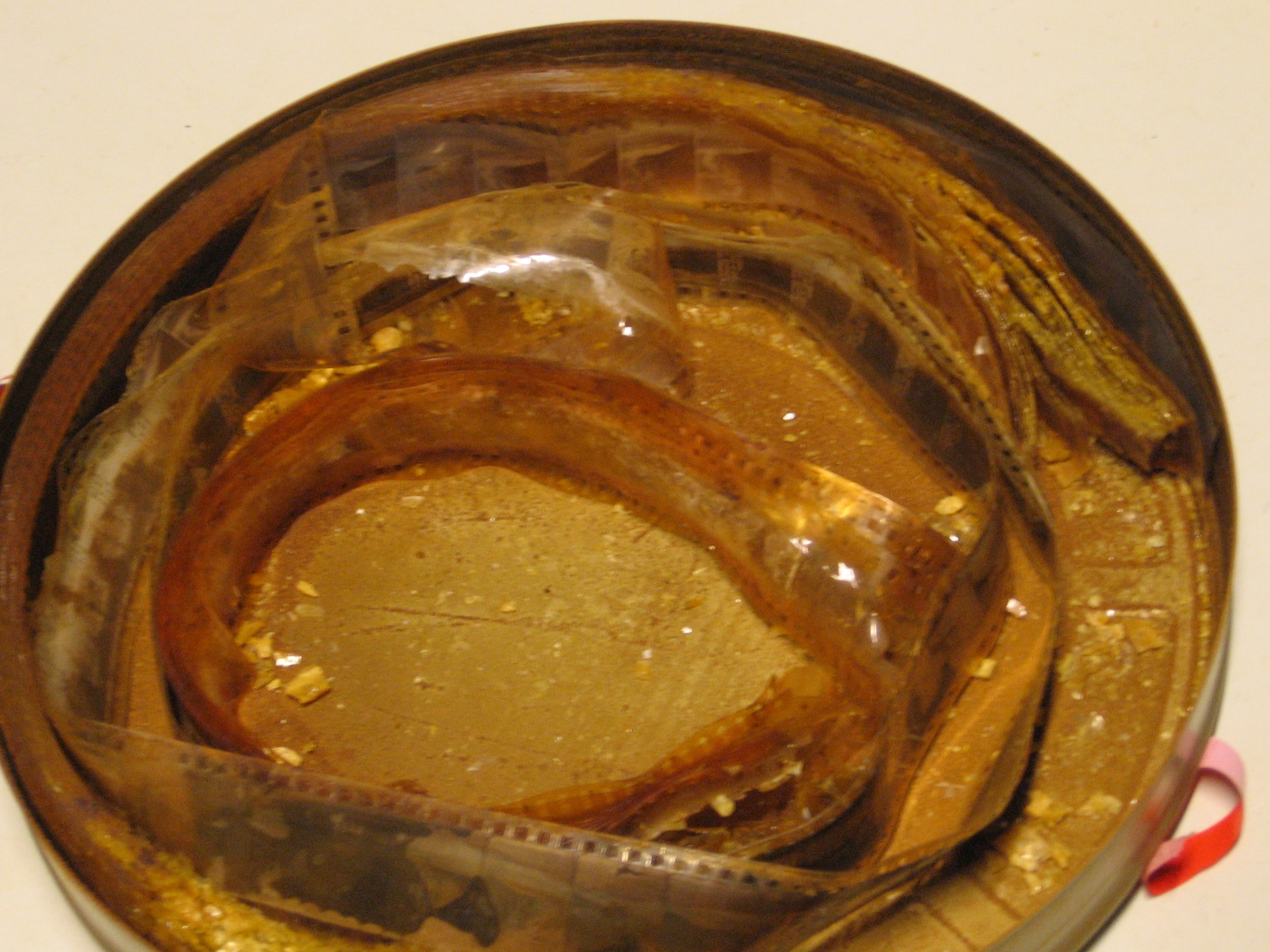
فیلم نیتراتی پوسیده شده. مؤسسه فیلم EYE واقع در هلند.

حفاظت از فیلم یا مرمت فیلم، مجموعه ای از تلاش‌های مستمر مورخان فیلم، بایگانی‌ها، موزه‌ها، سینماها و سازمان‌های غیرانتفاعی برای نجات فیلم‌های در حال پوسیدگی و حفظ تصاویر موجود در آنها است. به معنای دیگر، حفاظت این اطمینان را می‌دهد که یک فیلم در بهترین شکل ممکن به حیات خود ادامه خواهد داد.
برای سالهای طولانی اصطلاح «حفظ» با «کپی کردن» فیلم مترادف بود. هدف یک متخصص مرمت فیلم، ایجاد یک نسخه با دوام و بدون افت چشمگیر کیفیت بود. با اصطلاحات مدرن تر، حفظ فیلم شامل مفاهیم دستکاری کردن، تکثیر، ذخیره‌سازی و در دسترس بودن است. بایگانی بدنبال محافظت از فیلم و به اشتراک گذاشتن محتوای آن در معرض عموم است.
محافظت از فیلم را نباید با تجدیدنظر گرایی (Revisionism)‏ اشتباه گرفت که در آن فیلم‌ها مورد بازبینی قرار می‌گیرند و چیزهایی به آنها اضافه می‌شود که قبلاً هرگز اضافه نشده بود، مانند موسیقی‌ها یا جلوه‌های صوتی اضافه شده، فیلم سیاه و سفید رنگی شده، تبدیل صوت به استریو دالبی، یا ویرایش‌های جزئی و سایر تغییرات تزئینی.
در دهه ۱۹۸۰ مشخص شد که مجموعه میراث فیلم متحرک در معرض خطر نابود شدن قرار دارد. نه تنها حفظ فیلم نیترات یک مشکل مداوم بود، بلکه مشخص شد که حفاظت از فیلم، به عنوان جایگزینی برای مواد نیترات فرار تحت تأثیر شکلی منحصر به فرد از پوسیدگی با عنوان «سندرم سرکه» و رنگ، مورد استفاده قرار بگیرد. مشخص شد که فیلم‌های ساخته شده به ویژه توسط ایستمن کوداک در معرض محو شدن هستند. در آن زمان، بهترین راه حل شناخته شده، نسخه برداری از فیلم اصلی در یک محیط امن تر بود.
برآورد مشترک این است که ۹۰ درصد از کل فیلم‌های صامت آمریکایی ساخته شده قبل از ۱۹۲۰ و ۵۰ درصد از فیلم‌های صوتی آمریکایی ساخته شده قبل از ۱۹۵۰ از بین رفته‌اند.
اگرچه اقدامات حفظ فیلم به دهه ۱۹۳۰ برمی گردد، این حوزه فقط در سال ۱۹۸۰ وضعیت رسمی پیدا کرد، زمانی که یونسکو «تصاویر متحرک» را به عنوان بخشی جدایی ناپذیر از میراث فرهنگی جهان به رسمیت شناخت.

## مشکل فروپاشی فیلم
طیف وسیعی از فیلم‌های ساخته شده در دوره صامت اکنون برای همیشه از بین رفته‌اند. فیلم‌های نیمه اول قرن بیستم بر روی یک پایه فیلم بسیار قابل اشتعال و ناپایدار نیترات سلولز فیلمبرداری می‌شد که به ذخیره‌سازی دقیق نیاز داشت تا روند اجتناب ناپذیر تجزیه آن با گذشت زمان کند شود. اکثر فیلمهای ساخته شده روی مواد نیترات حفظ نشدند. در طی سالها، نگاتیوها و چاپهای آنها به صورت پودر یا گرد و غبار درآمده است. بسیاری از آنها به دلیل محتوای نقره بازیافت شدند، یا در آتش‌سوزی استودیوها یا انبارهای فیلم از بین رفتند. بزرگترین علت، تخریب عمدی بود. همان‌طور که رابرت آ. هریس، حافظ فیلم، توضیح می‌دهد: «بیشتر فیلمهای اولیه به دلیل هدر دادن عمده فروشی توسط استودیوها دوام نیاوردند. هیچ تصوری برای ذخیره این فیلمها وجود نداشت. آنها فقط به فضای انبارهای فیلم احتیاج داشتند و مواد برای تهیه آنها گران بود.» فیلم‌های صامت بعد از ظهور فیلم‌های صوتی در دهه ۱۹۳۰ ارزش تجاری کمی داشتند یا هیچ ارزشی نداشتند و به همین ترتیب نگهداری نمی‌شدند. در نتیجه، حفظ فیلم‌های صامت که اکنون نایاب هستند به عنوان یک اولویت بالا در میان مورخان سینما مطرح شده‌است.
به دلیل شکنندگی موجودی فیلم، حفظ مناسب فیلم معمولاً شامل ذخیره نگاتیوهای اصلی (در صورت وجود داشتن) و چاپ در تأسیسات تحت کنترل آب و هوا است. اکثریت قریب به اتفاق فیلم‌ها به این روش ذخیره نمی‌شدند، که نتیجه اش تباه شدن مواد فیلم بود.
مشکل پوسیدگی فیلم فقط به فیلمهای ساخته شده روی نیترات سلولز محدود نمی‌شود. محققان و متخصصان صنعت فیلم دریافتند که فیلم‌های رنگی (که با استفاده از فرایندهای تِکنی کالِر (Technicolor) و جایگزین‌های آن ساخته شده‌اند) نیز با سرعت فزاینده ای در حال خراب شدن هستند. تعدادی از فیلم‌های شناخته شده فقط به عنوان کپی از تولیدات اصلی فیلم یا محصولات نمایشگاهی وجود دارند زیرا نسخه‌های اصلی تجزیه شده‌اند. مشخص شده‌است که فیلم استات سلولز، که جایگزین اولیه نیترات بود، به «سندرم سرکه» دچار می‌شود. پایه فیلم پلی استر، که جایگزین استات می‌شود، نیز به کم رنگ شدن دچار می‌شود.
ذخیره‌سازی در دمای پایین و رطوبت کم با دقت کنترل شده می‌تواند هم محو شدن رنگ و هم بروز سندرم سرکه را مهار کند. با این حال، به محض شروع تخریب، واکنش‌های شیمیایی درگیر باعث وخامت بیشتر می‌شوند. مدیر هیئت مدیره AMIA (انجمن بایگانی تصاویر متحرک)، لئو اِنتیکنَپ، می‌گوید: «هیچ نشانه ای وجود ندارد که ما هرگز راهی برای جلوگیری از تجزیه پیدا کنیم. تنها کاری که می‌توانیم انجام دهیم این است که آن را مهار کنیم.»

## پوسیدگی فیلم به عنوان اثر هنری
در سال ۲۰۰۲، بیل موریسون (فیلمساز)، فیلم Decasia را تولید کرد، فیلمی که صرفاً بر اساس قطعات قدیمی فیلم‌های مبتنی بر نیترات بازسازی نشده در حالت‌های مختلف پوسیدگی و خرابی ساخته شده‌است و زیبایی‌شناسی تا حدی وهم انگیز را برای فیلم فراهم کرده‌است. این فیلم برای همراهی سمفونی به همین نام ساخته شده‌است که توسط مایکل گوردون ساخته شده و توسط ارکستر وی اجرا شده‌است. تکه فیلم‌های استفاده شده از اخبار قدیمی و فیلم‌های بایگانی شده بود و موریسون از چندین منبع مانند خانه جورج ایستمن، بایگانی موزه هنر مدرن و بایگانی فیلم‌های Fox Movietone News در دانشگاه کارولینای جنوبی استفاده کرده بود.

## حفظ از طریق ذخیره‌سازی دقیق
حفظ فیلم معمولاً به ذخیره فیزیکی فیلم در یک انبار کنترل شده توسط آب و هوا و گاهی اوقات به تعمیر و کپی واقعی عنصر فیلم اشاره دارد. حفاظت با ترمیم متفاوت است، زیرا ترمیم نوعی بازگشت فیلم به نسخه ای است که نسبت به اکران اولیه آن برای مردم بسیار نزدیک است و اغلب شامل ترکیبی از عناصر مختلف فیلم است.
فیلم با محافظت مناسب در برابر نیروهای خارجی در هنگام نگهداری همراه با قرار گرفتن در دمای کنترل شده بهتر حفظ می‌شود. برای بیشتر مواد فیلم، بنیاد بقای تصویر دریافت که ذخیره‌سازی محیط فیلم در دمای منجمد، با رطوبت نسبی (RH) بین ۳۰ تا ۵۰ درصد، عمر مفید آن را بسیار افزایش می‌دهد. این اقدامات بهتر از هر روش دیگری از زوال جلوگیری می‌کند و یک راه حل ارزان‌تر از تکثیر فیلم‌های در حال تخریب است.

## کوشش‌های استودیوها
در سال ۱۹۲۶ ویل هیز از استودیوهای فیلم‌سازی خواست تا فیلمهایشان را با ذخیره در دمای ۴۰ درجه و رطوبت پایین در فرایند «ایستمان کداک» حفظ کنند تا «دانش آموزان در سال ۳۰۰۰ و ۴۰۰۰ بعد از میلاد ممکن است دربارهٔ ما اطلاعاتی کسب کنند.» در اوایل دههٔ ۱۹۷۰، استودیو فیلمسازی «Metro-Goldwyn-Mayer»، با آگاهی از اینکه نگاتیوهای اصلی بسیاری از فیلم‌های عصر طلایی آن در آتش‌سوزی از بین رفته‌است، یک برنامه حفاظت را برای بازیابی و حفظ تمام فیلم‌های خود با استفاده از هر گونه نگاتیو باقی مانده، یا در بسیاری از موارد، بهترین عناصر موجود در دسترس بعدی (اعم از نسخه پاسیتیو صاف و براق یا کپی آرشیوی تمیز) را آغاز کرد. از همان ابتدا مشخص شد که اگر فیلم‌هایی باید حفظ شوند، باید همه فیلم‌ها باشند. در سال ۱۹۸۶ هنگامی که تد ترنر کتابخانه MGM را صاحب شد، (که تا آن زمان شامل برادران وارنر قبل از ۱۹۵۰، MGM قبل از مه ۱۹۸۶ و اکثر کاتالوگهای تصاویر رادیو RKO بود)، اعلام کرد که کار حفاظت MGM را شروع کرده‌است. تایم وارنر، مالک فعلی Turner Entertainment، امروز این کار را ادامه می‌دهد.
در دههٔ هشتاد و اوایل دههٔ نود میلادی هنگامی که کارگردانان مشهور و تأثیرگذار فیلم مانند استیون اسپیلبرگ و مارتین اسکورسیزی در این امر مشارکت داشتند، علت حفظ فیلم مورد توجه قرار گرفت. اسپیلبرگ هنگامی که به دیدن نسخهٔ اصلی فیلمش آرواره‌ها رفت، به حفظ فیلم علاقه‌مند شد، اما متوجه شد که فیلم به شدت تجزیه و خراب شده‌است، آن هم فقط پانزده سال پس از فیلمبرداری. در فیلم اسکورسیزی، هوگو صحنه ای کلیدی وجود دارد که در آن بسیاری از فیلم‌های صامت پیشگام ژرژ ملیس ذوب شده و به عنوان مواد اولیه کفش بازیافت می‌شوند. این صحنه توسط بسیاری از منتقدان سینما به عنوان «خلاصه ای پرشور برای حفظ فیلم در یک داستان خیالی از دسیسه‌های کودکی و ماجراجویی» توصیف می‌شود.
اسکورسزی با استفاده از نوار فیلم سیاه و سفید در فیلم ۱۹۸۰ اش به نام گاو خشمگین، توجهات را به سمت استفادهٔ صنعت فیلم‌سازی از نوار فیلم‌هایی که قابلیت رنگ پریدگی را داشتند جلب نمود.. نگرانی اسکورسیزی در مورد نیاز به ذخیره تصاویر متحرک گذشته باعث شد وی بنیاد فیلم، یک سازمان غیرانتفاعی را که به حفاظت از فیلمها اختصاص دارد را در سال ۱۹۹۰ ایجاد کند. او در این تلاش به همکاران فیلمسازش که در هیئت مدیره بنیاد خدمت می‌کردند پیوست. کارگردانانی همچون وودی آلن، رابرت آلتمن، فرانسیس فورد کوپولا، کلینت ایستوود، استنلی کوبریک، جورج لوکاس، سیدنی پولاک، رابرت ردفورد و استیون اسپیلبرگ. در سال ۲۰۰۶، پل توماس اندرسون، وس اندرسون، کورتیس هانسون، پیتر جکسون، آنگ لی و الکساندر پین به هیئت مدیرهٔ بنیاد فیلم اضافه شدند که با انجمن کارگردانان آمریکا همسو است.
بنیاد فیلم با همکاری با بایگانی‌ها و استودیوهای برجستهٔ فیلم، تقریباً ۶۰۰ فیلم را نجات داده‌است، که اغلب آنها را به شرایط دست نخورده بازگرداند. در بسیاری از موارد، طول فیلم که از فیلم اصلی بیذه شده بود یا توسط کد تولید در آمریکا سانسور شده بود - دوباره بازگردانده شده‌است. علاوه بر حفظ، مرمت و ارائه سینمای کلاسیک، این بنیاد به جوانان تاریخ و زبان فیلم را از طریق «داستان فیلم‌ها»، یک برنامه آموزشی که توسط بیش از ۱۰۰۰۰۰ مربی در سراسر کشور استفاده می‌شود را آموزش می‌دهد.
در عصر تلویزیون دیجیتال، تلویزیون و دی وی دی با کیفیت بالا، حفظ و بازیابی فیلم اهمیت تجاری و تاریخی پیدا کرده‌است، زیرا مخاطبان بالاترین کیفیت تصویر ممکن را از قالب‌های دیجیتال می‌طلبند. در همین حال، تسلط ویدیوی خانگی و نیاز همیشگی به محتوای پخش تلویزیونی، به ویژه در کانال‌های ویژه، باعث شده‌است که فیلم‌ها منبع درآمد طولانی مدت را تا حدی ایجاد کنند که هنرمندان اصلی و مدیریت استودیوهای فیلمسازی قبل از ظهور این موارد از رسانه‌ها هرگز تصور نمی‌کردند؛ بنابراین شرکتهای رسانه ای انگیزه مالی زیادی برای بایگانی و حفظ آرشیو کامل فیلمهایشان دارند.

## مراحل ترمیم دیجیتال
هنگامی که یک فیلم بازبینی و تمیز می‌شود، از طریق telecine یا اسکنر تصاویر فیلم متحرک به یک نوار دیسک یا دیسک منتقل می‌شود و صدا به یک قالب جدید سینک می‌شود.
نقایص شایع نیاز به ترمیم عبارتند از:
```
 خاک / گرد و غبار
 خراش، پارگی، قاب سوخته
 محو شدن رنگ، تغییر رنگ
 رنگ پریدگی دانه دانهٔ فراوان در فیلم (یک کپی از یک فیلم موجود دارای تمام دانه‌های فیلم در نسخهٔ اصل)
 صحنه‌ها و صداهای از دست رفته (سانسور شده یا ویرایش شده برای انتشار مجدد)
 جمع شدگی و موج دار شدن
```

مرمت و بازسازی فیلم دیجیتال مدرن مراحل زیر را طی می‌کند:
```
 با مهارت فیلم را از خاک و گرد و غبار پاک کنید.
 تمام پارگی‌های فیلم را با استفاده از نوار 
پلی استر
 شفاف یا چسب پیچشی ترمیم کنید.
 هر فریم را در یک فایل دیجیتال اسکن کنید.
 با مقایسه هر فریم با فریم‌های مجاور، فریم به فریم فیلم را بازیابی کنید. این کار را می‌توان تا حدودی توسط الگوریتم‌های رایانه با بررسی نتیجهٔ دستی انجام داد.
 تراز بندی قاب ("لرزش" و "تنیدین") را اصلاح کنید، یا نامرتب بودن قاب‌های فیلم مجاور به دلیل حرکت فیلم درون زنجیرها. این روش مسئله ای را اصلاح می‌کند که در آن سوراخ‌های هر طرف یک قاب به مرور زمان خراب شده باشند. این باعث می‌شود که فریم‌ها کمی از مرکز خارج شوند.
 تغییرات رنگ و نور را برطرف کنید. این باعث می‌شود سوسو زدن و تغییرات جزئی رنگ از یک قاب به قاب دیگر به دلیل قدیمی شدن فیلم اصلاح شود.
 با استفاده از بخشهایی از تصاویر در فریمهای دیگر، مناطق مسدود شده توسط خاک و گرد و غبار را بازیابی کنید.
 با استفاده از بخشهایی از تصاویر در سایر فریم‌ها، خراش‌ها را بازیابی کنید.
 با کاهش ذره‌های نویز فیلم، قاب‌ها را تقویت کنید. جزئیات پیش زمینه / پس زمینه فیلم در اندازه همان ذرهٔ فیلم یا کوچکتر در ساخت فیلم تار یا از بین رفته‌است. مقایسه یک قاب با قاب‌های مجاور امکان بازسازی اطلاعات جزئی را فراهم می‌کند زیرا ممکن است جزئیات کوچک داده شده بین ذره‌های فیلم بیشتری از یک قاب به قاب دیگر تقسیم شود.
```

## مرمت فیلم‌های ایرانی
تاکنون فیلم‌های ایرانی معدودی مرمت شده‌اند و به نظر می‌رسد که عزم جدی برای مرمت آثار کلاسیک ایرانی وجود ندارد. اکثر آثار مرمت شده در داخل ایران نیز فقط در جشنواره‌ها اکران شده‌اند. به گفتهٔ لادن طاهری، مدیر فیلمخانه ملی ایران و مرکز اسناد و آثار تصویری ایران، دلیل این امر این است که اکثر فیلم‌ها مالک خصوصی دارند و فیلمخانه اختیاری برای اکران عمومی و پخش فیلم‌ها ندارد.
از جمله فیلم‌های ایرانی که تاکنون مرمت شده‌اند می‌توان به فیلم‌های زیر اشاره نمود:
- دختر لر (۱۳۱۲)[۱۱]
- حاجی آقا آکتور سینما (۱۳۱۲)[۱۲]
- فردوسی (۱۳۱۳)[۱۳]
- یک آتش (۱۳۴۱)[۱۴]
- خانه سیاه است (۱۳۴۱)[۱۵]
- تپه‌های مارلیک (۱۳۴۲)
- خشت و آیینه (۱۳۴۳)
- گنجینه‌های گوهر (۱۳۴۵)[۱۶]
- اون شب که بارون اومد (۱۳۴۷)
- گاو (۱۳۴۸)
- درشکه‌چی (۱۳۵۰)[۱۴]
- رگبار (۱۳۵۱)
- ستارخان (۱۳۵۱)[۱۷]
- چشمه (۱۳۵۱)[۱۴]
- غریبه و مه (۱۳۵۲)
- گوزنها (۱۳۵۳)[۱۸]
- در غربت (۱۳۵۴)[۱۴]
- شطرنج باد (۱۳۵۵)
- باد صبا (۱۳۵۶)[۱۹]
- چریکه تارا (۱۳۵۷)
- دونده (۱۳۶۳)[۲۰]
- کلوزآپ (۱۳۶۸)
- شب‌های زاینده‌رود (۱۳۶۹)
- روسری‌آبی (۱۳۷۳)
- رقص در غبار (۱۳۸۱)[۲۱]
- شهر زیبا (۱۳۸۲)
- خیلی دور، خیلی نزدیک (۱۳۸۳)[۲۲]

البته شبکه من‌وتو تاکنون کپی‌های با کیفیتی از آثار سینمای کلاسیک ایران همچون همسفر، ممل آمریکایی، دشنه، طوقی و یوسف و زلیخا پخش کرده‌است که نمی‌توان آنها را جزو آثار مرمت شده برشمرد.